# 内核の波
内核の波（ないかくのわ）は日本のプログレッシブ・ロックバンド。
1998年小林智を中心に結成。通年積極的にライブ活動を行う。
2003年にリリースした1stアルバム『運命の輪』は海外流通していないにもかかわらず海外雑誌レビューやラジオなどで話題となり、2006年の2ndアルバム『殻』はフランスのレーベルMUSEAからもリリースされる。
2007年3月にはメキシコのプログレフェス「bajaprog」、同年9月にはアメリカのプログレフェス「progday」に出演する。
2010年3月15日、オフィシャルサイトで解散を発表した。
2023年3月15日、オフィシャルサイトで復活を発表した。

## メンバー
- 主要メンバー
  - 小林智（図画工作、映像、bass）
  - 鈴木和美 (flute)
  - 村岡満男 (guitar, trumpet)
  - 遠藤徳光(drums)
- ゲストメンバー
  - 高木大地（食、Keyboard） from 金属恵比須
- その他ファミリー
  - 伏見螢 (guitar)
  - 東奈帆子 (flute)
  - 吉田真悟(drums)

## ディスコグラフィ
- 運命の輪（2003年）
- 殻（2006年）
  - 収録曲の一つである『すっげー深い穴を見つけたんだ! 今から飛降りるよ。存在証明なんかじゃない、この深さなら誰にも見付かる事はないだろ? 生まれてしまった償いをしなきゃいけねぇんだ、生きる事と死ぬ事によって。俺はもう立派に一つの精神として立った、これ以上殺生を繰り返す理由なんて何処にも見付からねぇよ。そもそも人は今しか生きられねぇ常に生きているのは今だ。でも「今ここ」と思ったその瞬間には既に過去になっているわけで、次々に未来が押し寄せては今を認識する間もなく過去になる「生」という刹那を証明するのは不可能だろ。証明しようとする時には常に過去のモノとなり、生きていたという記憶に過ぎねぇ。つー事は、生きていようと死んでいようと、そんなもんどっちだって同じじゃねーか。だったら俺は希望に向かってスペシャルダイブ!』は日本で発表されている楽曲の中でも曲名が長い曲の一つとして挙げられることがある。（長大語）